# Margaret O'Carroll
Margaret O'Carroll (? - Irlanda, 1451) va ser una noble irlandesa del segle xv especialment recordada per la seva hospitalitat i pietat. Per això es va guanyar el sobrenom de Mairgréag an Einigh (Margaret la hospitalària) després de preparar dues grans festes el 1433 i pelegrinar a Santiago de Compostel·la el 1445.

## Família
Margaret O'Carroll era la filla de Tadhg Ó Cearbhaill, cap d'Ely. Es desconeixen els detalls de la seva joventut, però és possible que, com a filla del cap d'Ely, s'hagués format en una prominent família irlandesa de la zona. A principis del segle xv, es va casar amb Calbhach Ó Conchobhair Failghe (?-1458), cap del Comtat d'Offaly.
Calbhach era conegut per ser un expert en atacar. En el seu obituari en els Annals dels Quatre Mestres és anomenat com l'«home que mai no va rebutjar el rostre de molts, i que ha guanyat més riquesa dels seus enemics anglesos i anglesos que qualsevol senyor a Leinster».
Margaret O'Carroll va tenir de set fills: 5 fills (Conn (m. 1440), Cathal (m. 1448), Feidhlim (m. 1451), Brian (m. 1452) i Tadgh (m. 1471)) i 2 filles: Mór (m. 1452) i Fionnghuala (m. 1493). La seva filla Fionnghuala es va casar dues vegades. El seu primer matrimoni va ser amb Niall Garbh Ó Domhnaill (d. 1439), rei de Tír Conaill, i el seu segon matrimoni va ser amb Aodh Buidhe Ó Néill (m. 1444). Un poema escrit prop del 1425 celebrant el segon matrimoni de Fionnghuala amb Aodh inclou referències tant a la seva generositat com a la de la seva mare: "... L'esplendor de Fionnghuala és tan gran que cap dona / hi ha per sobre d'ella / Des de la seva infància - elogis alts! - mostra la naturalesa de la seva mare / També va quedar embarassada del seu marit amb generositat.

## Festes
Margaret O'Carroll tenia fama de ser generosa. Fou especialment recordada per organitzar dues grans festes el 1433: una el 26 de març a Killeigh, Offaly i una altra el 15 d'agost a Rathangan, Kildare. Segons els Annals de Connacht la filla de Margaret va fer una invitació general per una festa d'aquell any a Killeigh i una altra per la primera festa de Maria de la tardor a Rathangan amb la voluntat de poder arribar a "satisfer plenament" totes les persones d'Irlanda.
En un obituari de Margaret trobada en una traducció del segle xvii d'un conjunt d'anals irlandesos, Duald Mac Firbis proporciona detalls més elaborats sobre les dues festes. Segons Mac Firbis, 2.700 persones es van divertir en la primera festa i 'Maelyn O'Maelconry, un dels savis de Connaght, va ser el primer convidat i es va atipar fins que ja no podia més'. Durant la festa, Margaret es va posar damunt dels merlets de l'església amb vestits d'or, mentre que Calbhach estava a cavall a sota assegurant que "tot s'havia de fer ordenadament". També es diu que Margaret va convidar o cuidar a dos orfes durant aquesta festa. La segona festa d'aquell any va ser tant impressionant com la primera.

## Pelegrinatge
A més de les seves grans festes, Margaret O'Carroll també va anar al Camí de Sant Jaume fins al santuari de Santiago de Compostel·la el 1445. Margaret es va unir a un grup d'aristòcrates irlandesos i anglo-irlandesos en aquest viatge on també va participar Mac Diarmada, cap de Moylurgh; Mac Eochacáin, cap de Cemél Fiachach; O'Driscoll, cap de Collybeg (Cork), Gerald Fitzgerald i Eibhlin fitz Thomas Ó Fearghail. Només Margaret, Mac Diarmada i Mac Eochacáin van sobreviure al viatge. Tant Gerald Fitzgerald com Eibhlin fitz Thomas Ó Gearghail van morir a Espanya i O'Driscoll Óg va morir al mar en el viatge a Irlanda. A més del seu pelegrinatge, Margaret va encarregar la realització d'una sèrie de carreteres, ponts, esglésies i missals per tal de «servir Déu i les ànimes».
En tornar a Santiago de Compostel·la el 1445, Margaret també va aconseguir negociar un intercanvi de presoners entre els irlandesos gaèlics i els seus veïns anglesos a Meath. Alguns gaèlics irlandesos, incloent Mac Eochacáin de Cenél Fiachach, el seu fill i net Art Ó Máelachain, havien estat empresonats pels anglesos mentre estaven en companyia del Baró de Dealbhna. Per assegurar la seva llibertat, Margaret va alliberar un nombre de presoners anglesos a càrrec del seu marit i els va portar a Trim Castle per fer l'intercanvi. És important tenir en compte que les fonts suggereixen que va actuar sense informar a Calbhach dels seus plans.
Margaret esdevingué canongessa agustiniana a Killeigh, poc abans va morir de càncer de pit el 1451.

## Llegat
Durant el segle xix i principis del segle XX diversos historiadors destacats van començar a interessar-se per la vida de Margaret O'Carroll. Elizabeth Owens Blackburne, autora del llibre romanticitzat Illustrious Irishwomen (1877), va descriure a Margaret com una "dama de gran educació i energia" i una "dona de notable esperit i capacitat". Va ser objecte de dos poemes de Thomas D'Arcy McGee (d. 1868) i es descriu com una "dona de cultura i gran ment, que va estimar i apreciar la societat dels savis" segons LM McCrait en el seu assaig de 1913.